# DuSable Museum of African American History
O DuSable Museum of African American History de Chicago é o museu mais antigo dedicado ao estudo e a preservação da história, cultura e arte afroamericanos. Situado na zona de Washington Park, foi fundado em 1961 por um grupo de artistas e professores, entre os que se encontravam Margaret Taylor-Burroughs, seu marido Charles Burroughs e Gerard Lew, como o Ebony Museum of Negro History and Art. Em 1968, o museu tomou seu nome actual em honra a Jean Baptiste Point DuSable, um comerciante de peles haitiano considerado o primeiro colono permanente de Chicago.

## História
Originalmente como Ebony Museum of Negro History and Art inaugurou em 1961, graças aos esforços de Margaret e Charles Burroughs. Em 1968, o museu foi renomeado em honra de Jean Baptiste Pointe du Sable e em 1971, o Chicago Park District concedeu-lhe o uso administrativo do Washington Park. Em 1993, o museu ampliou-se com a construção de uma nova ala com o nome de Harold Washington, o primeiro prefeito afro-americano de Chicago.
O museu é o maior e mais antigo da cultura negra americana, e no curso de sua história, tem crescido para satisfazer o crescente interesse do público e dos estudiosos pela cultura negra.  Esta vontade de adaptação permitiu-lhe sobreviver enquanto outros museus fracassaram.